# Габріель Турн-унд-Таксіс
Принц Габріель Альберт Марія Міхаель Франц Йозеф Галлус Ламораль Турн-унд-Таксіс (нім. Gabriel Albert Maria Michael Franz Joseph Gallus Lamoral Prinz von Thurn und Taxis; 16 жовтня 1922, замок Гаус, Регенсбург, Веймарська республіка — 17 грудня 1942, Сталінград, РРФСР) — німецький офіцер.

## Біографія

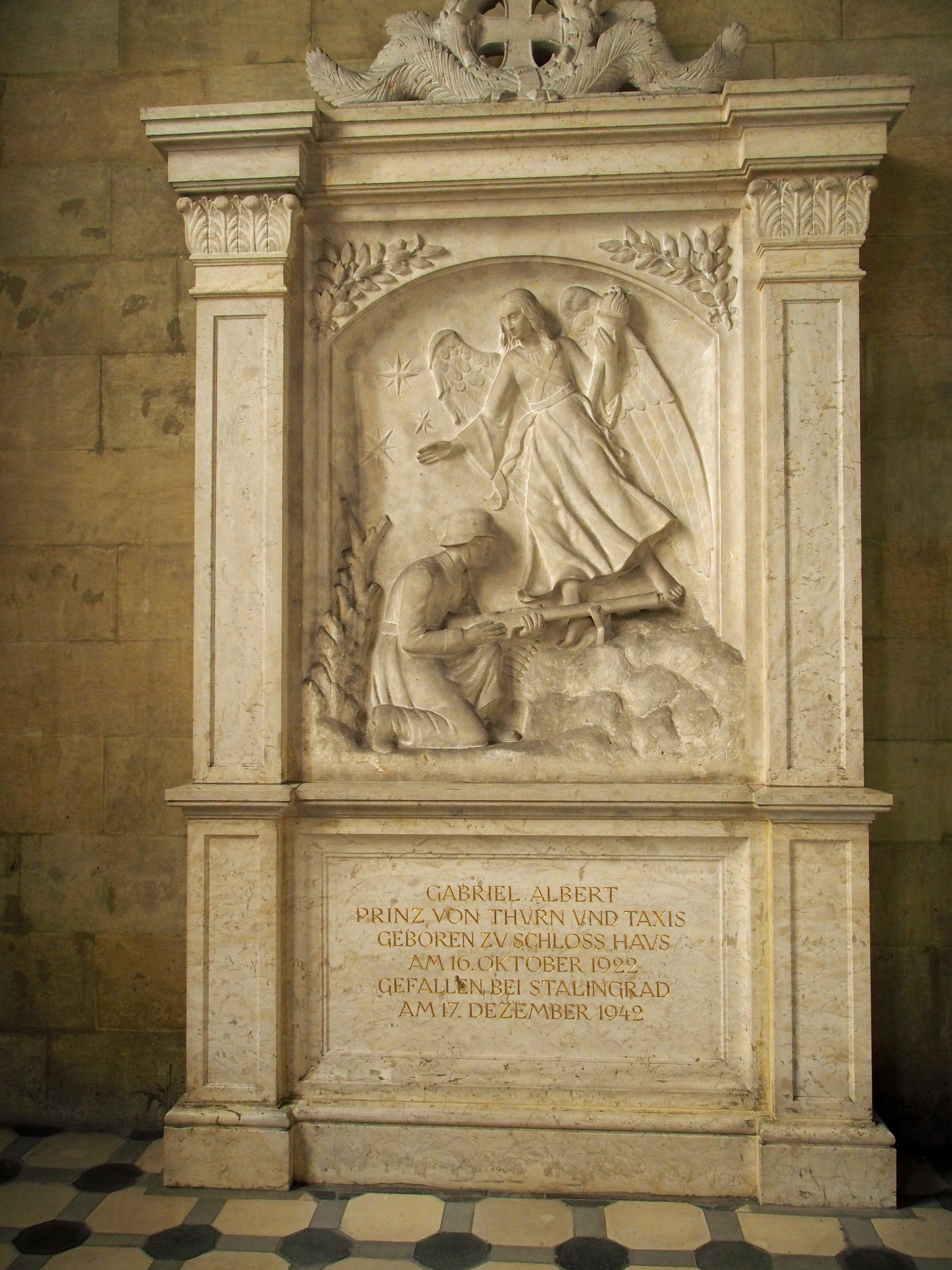
Епітафія на честь принца Габріеля.

Старший з п'яти дітей і єдиний син принца Франца Йозефа, майбутнього 9-го князя Турн-унт-Таксіс, та його дружини Ізабелли Марії, уродженої інфанти Браганса. Мав сестру-близнючку Мікаелу, яка померла наступного дня після народження.
Після закінчення середньої школи був призваний у вермахт єфрейтором, потім став офіцером. Загинув у бою під час Сталінградської битви. Похований на військовому цвинтарі Россошки.

## Вшанування пам'яті
В склепі-каплиці монастиря святого Еммарама в Регенсбурзі встановлена епітафія на честь принца.